# Tournoi de Chypre
Le Tournoi de Chypre ou Cyprus Cup est une compétition internationale de football féminin. Le Tournoi se déroule annuellement entre février et mars à Chypre depuis 2008, à la même période que l'Algarve Cup (où généralement les meilleures équipes participent). Il s'agit d'un des tournois les plus importants de football féminin, après la Coupe du monde, la Coupe d'Europe, les JO et l'Algarve Cup. La sélection de Chypre ne concourt pas dans ce tournoi.

## Résultats
| Année | Finale                                              | Finale                                              | Finale                                              | Match pour la troisième place                       | Match pour la troisième place                       | Match pour la troisième place                       |
| Année | Vainqueur                                           | Score                                               | Finaliste                                           | 3e place                                            | Score                                               | 4e place                                            |
| ----- | --------------------------------------------------- | --------------------------------------------------- | --------------------------------------------------- | --------------------------------------------------- | --------------------------------------------------- | --------------------------------------------------- |
| 2008  | Canada                                              | 3 – 2                                               | États-Unis (U20)                                    | Japon                                               | 2 – 1                                               | Pays-Bas                                            |
| 2009  | Angleterre                                          | 3 – 1                                               | Canada                                              | France                                              | 1 – 1ap 6 – 5tab                                    | Nouvelle-Zélande                                    |
| 2010  | Canada                                              | 1 – 0                                               | Nouvelle-Zélande                                    | Pays-Bas                                            | 4 – 0                                               | Suisse                                              |
| 2011  | Canada                                              | 2 – 1                                               | Pays-Bas                                            | France                                              | 3 – 0                                               | Écosse                                              |
| 2012  | France                                              | 2 – 0                                               | Canada                                              | Italie                                              | 3 – 1                                               | Angleterre                                          |
| 2013  | Angleterre                                          | 1 – 0                                               | Canada                                              | Nouvelle-Zélande                                    | 2 – 1                                               | Suisse                                              |
| 2014  | France                                              | 2 – 0                                               | Angleterre                                          | Corée du Sud                                        | 1 – 1 3 - 1tab                                      | Écosse                                              |
| 2015  | Angleterre                                          | 1 – 0                                               | Canada                                              | Mexique                                             | 2 – 0                                               | Italie                                              |
| 2016  | Autriche                                            | 2 – 1                                               | Pologne                                             | Italie                                              | 3 – 1                                               | Tchéquie                                            |
| 2017  | Suisse                                              | 1 – 0                                               | Corée du Sud                                        | Corée du Nord                                       | 2 – 0                                               | République d'Irlande                                |
| 2018  | Espagne                                             | 2 – 0                                               | Italie                                              | Corée du Nord                                       | 2 – 1                                               | Suisse                                              |
| 2019  | Corée du Nord                                       | 2 – 2 7 - 6tab                                      | Italie                                              | Belgique                                            | 0 – 0 3 - 2tab                                      | Autriche                                            |
| 2020  | Croatie                                             | /                                                   | Finlande                                            | Mexique                                             | /                                                   | Tchéquie                                            |
| 2021  | Tournoi annulé en raison de la pandémie de Covid-19 | Tournoi annulé en raison de la pandémie de Covid-19 | Tournoi annulé en raison de la pandémie de Covid-19 | Tournoi annulé en raison de la pandémie de Covid-19 | Tournoi annulé en raison de la pandémie de Covid-19 | Tournoi annulé en raison de la pandémie de Covid-19 |
| 2022  | Tournoi annulé en raison de la pandémie de Covid-19 | Tournoi annulé en raison de la pandémie de Covid-19 | Tournoi annulé en raison de la pandémie de Covid-19 | Tournoi annulé en raison de la pandémie de Covid-19 | Tournoi annulé en raison de la pandémie de Covid-19 | Tournoi annulé en raison de la pandémie de Covid-19 |
| 2023  | Finlande                                            | /                                                   | Croatie                                             | Roumanie                                            | /                                                   | Hongrie                                             |

## Classement
| Équipe               | Vainqueur            | Finaliste                  | 3e place       | 4e place             |
| -------------------- | -------------------- | -------------------------- | -------------- | -------------------- |
| Canada               | 3 (2008, 2010, 2011) | 4 (2009, 2012, 2013, 2015) |                |                      |
| Angleterre           | 3 (2009, 2013, 2015) | 1 (2014)                   |                | 1 (2012)             |
| France               | 2 (2012, 2014)       |                            | 2 (2009, 2011) |                      |
| Croatie              | 1 (2020)             | 1 (2023)                   |                |                      |
| Finlande             | 1 (2023)             | 1 (2020)                   |                |                      |
| Corée du Nord        | 1 (2019)             |                            | 2 (2017, 2018) |                      |
| Suisse               | 1 (2017)             |                            |                | 3 (2010, 2013, 2018) |
| Autriche             | 1 (2016)             |                            |                | 1 (2019)             |
| Espagne              | 1 (2018)             |                            |                |                      |
| Italie               |                      | 2 (2018, 2019)             | 2 (2012, 2016) | 1 (2015)             |
| Pays-Bas             |                      | 1 (2011)                   | 1 (2010)       | 1 (2008)             |
| Nouvelle-Zélande     |                      | 1 (2010)                   | 1 (2013)       | 1 (2009)             |
| Corée du Sud         |                      | 1 (2017)                   | 1 (2014)       |                      |
| États-Unis (U20)     |                      | 1 (2008)                   |                |                      |
| Pologne              |                      | 1 (2016)                   |                |                      |
| Mexique              |                      |                            | 2 (2015, 2020) |                      |
| Japon                |                      |                            | 1 (2008)       |                      |
| Belgique             |                      |                            | 1 (2019)       |                      |
| Roumanie             |                      |                            | 1 (2023)       |                      |
| Écosse               |                      |                            |                | 2 (2011, 2014)       |
| Tchéquie             |                      |                            |                | 2 (2016, 2020)       |
| République d'Irlande |                      |                            |                | 1 (2017)             |
| Hongrie              |                      |                            |                | 1 (2023)             |